# Juan Álvarez-Ossorio
Juan Álvarez-Ossorio Barrau (Sevilla, 17 de julio de 1903-ibíd., 3 de octubre de 1983) fue un político español, perteneciente al grupo de los andalucistas de primera hora vinculados a las Juntas Liberalistas de Andalucía.

## Biografía
Miembro de las Juventudes Socialistas en Andalucía —de las que formaba parte de su directiva durante la dictadura de Primo de Rivera y al proclamarse la Segunda República Española—, se mantuvo vinculado a la corriente más rupturista del socialismo andaluz. Tras las primeras elecciones generales republicanas en 1931, y a pesar de los buenos resultados del Partido Socialista Obrero Español (PSOE) en buena parte de las demarcaciones andaluzas, en especial en las ciudades, encabezó junto a otros militantes, como Antonio Soria Martín, un grupo disidente interno autodenominado «Comité pro-reorganización y depuración socialista» desde el que se pretendía denunciar la política reformista del PSOE y purgar a sus dirigentes menos radicales. Tras ser expulsado del PSOE, y ya con vínculos con el andalucismo político, fue cofundador de la Agrupación Socialista Independiente Andaluza (ASIA), que se unió a otros partidos y grupúsculos surgidos desde la izquierda como la conformada por exdirigentes del PSOE, Izquierda Revolucionaria y Anticapitalista (IRYA), descontentos de los radical socialistas y anarquistas. Buena parte de todos ellos fundarían a finales de 1931 el Partido Revolucionario Obrero Andaluz, formación auspiciada por Blas Infante y próxima al Partido Social Revolucionario. Álvarez-Ossorio fue uno de los dirigentes de la nueva formación que se empezó a desarrollar en la primera mitad de 1932. Poco antes del fracasado golpe del general Sanjurjo en el verano de aquel año, Álvarez-Ossorio abandono el flamante partido para crear, también con el apoyo de Blas Infante y la Junta Liberalista de Andalucía, el Partido Republicano de Emancipación Española (PREE), de efímera existencia. En 1933 participó en la asamblea autonomista de Córdoba que, con Hermenegildo Casas al frente, debatió las bases para un estatuto de autonomía para Andalucía. En 1934 trató de conformar una plataforma política que reclamase abiertamente el Estado andaluz dentro de una Federación de estados en España.
Al declarase la Guerra Civil en julio de 1936, abandonó Sevilla huyendo de los sublevados. Con el asesinato de Blas Infante en agosto de ese año, asumió la presidencia de la Junta Liberalista andaluza. Finalizada la guerra, fue detenido, encarcelado, depurado como funcionario del ayuntamiento de Sevilla y desterrado en Castilla (Salamanca y Madrid). Hasta 1950 no pudo regresar a Andalucía y, junto a Emilio Lemos y Manuel Tirado, mantuvo cierta actividad desde el interior frente a la dictadura. Con la Transición democrática, dejó la presidencia de las Juntas Liberalistas a Manuel Ruiz Lagos y apoyó la integración de las mismas en el Partido Socialista de Andalucía. Con esta formación fue candidato al Senado por las circunscripción electoral de Sevilla en las elecciones generales de 1979 y 1982, sin resultar elegido. En 1984 y de forma póstuma, la Junta de Andalucía le otorgó el título de Hijo Predilecto de Andalucía por su «lucha por la recuperación de la identidad histórica andaluza, proyecto al que dedicó toda su vida y que constituyó el punto de partida de nuestra autonomía».

## Obras
(Extraído del Repertorio bibliográfico sobre el andalucismo histórico y de la Biblioteca Nacional de España).
- — Ruíz Lagos, M.; Santos López, José María de los; Lemos Ortega, Emilio (1982).  Sexta, ed. La conciencia autonómica de los andaluces. Aproximación sociológica. Pueblo Andaluz. Jerez de la Frontera. ISBN 84-85268-99-7.
- — (1975). El Ideal Andaluz y Blas Infante Pérez. Original mecanografiado. Sevilla.